# Flaumiger Birken-Milchling
Der Flaumige Birken-Milchling oder Flaumige Milchling (Lactarius pubescens, Syn. Lactarius albus, Lactarius blumii) ist ein Pilz aus der Familie der Täublingsverwandten. Der mittelgroße bis große Milchling hat einen cremeweißen bis lederfarbenen, flaumig behaarten Hut, weißliche Lamellen und einen kurzen, dicken Stiel. Der Pilz ist über die gesamte nördliche Hemisphäre verbreitet und wächst einzeln oder in kleinen Gruppen unter Birken. Die Fruchtkörper erscheinen zwischen August und Oktober.

## Merkmale

### Makroskopische Merkmale
Der Hut ist 3,5–8 cm breit, jung flach gewölbt, doch schon bald ausgebreitet und im Alter niedergedrückt bis breit trichterförmig vertieft. Die Hutoberfläche ist angedrückt haarig-filzig und zum Rand hin flaumig-zottig behaart. Junge Hüte sind weißlich, ältere cremefarben gefärbt und haben oft einen blassrosa Ton. Oft werden sie auch mehr oder weniger orangebraun fleckig. Der Hut ist immer ungezont. Der Hutrand bleibt lange eingerollt und ist dicht fransig-zottig behaart. Die Haare sind am Rand normalerweise 5 mm lang, bei alten Fruchtkörpern ist der Rand aber oft glatt und kahl.
Die eng stehenden Lamellen sind jung cremefarben und werden später zunehmend ockerfarben und haben oft einen fleischfarbenen Schimmer. Sie sind breit am Stiel angewachsen oder laufen etwas daran herab, in Stielnähe sind sie mehr oder weniger häufig gegabelt. Die Lamellenschneiden sind glatt und das Sporenpulver ist blass creme- bis lachsfarben.
Der zylindrische Stiel ist 2–6 cm lang und 1,2–2 cm breit. Zur Basis hin ist er oft schwach verjüngt. Normalerweise ist der Stiel innen voll oder ausgestopft, nur sehr alte Fruchtkörper sind hohl. Die Stieloberfläche ist bei jungen Exemplaren weiß und fein wollig überzogen, später ist der Stiel rosa- bis lachsfarben getönt und weißlich bereift. Die Spitze bleibt unbereift und ist rosa- bis lachsfarben gefärbt.
Die brennend scharfe Milch ist weiß und verfärbt sich nicht. Das ziemlich feste Fleisch ist cremefarben bis blass lachsrosa gefärbt, unter der Huthaut ist es oft mehr oder weniger gelb-orange getönt. Das Fleisch riecht schwach fruchtig oder auch geranienartig und schmeckt fast ohne Verzögerung scharf.

### Mikroskopische Merkmale
Die Sporen sind breitelliptisch und durchschnittlich 6,6–7,4 µm lang und 4,9–5,2 µm breit. Der Q-Wert (Quotient aus Sporenlänge und -breite) ist 1,2–1,5. Das Sporenornament wird bis zu 0,7 µm hoch und besteht aus wenigen Warzen und aus gratigen, häufig verzweigten Rippen, die teilweise netzartig über feine Linien miteinander verbunden sind. Der Hilarfleck ist in der Mitte manchmal schwach amyloid. Die 30–40 µm langen und 8–10 µm breiten Basidien sind keulig bis bauchig und tragen je vier Sterigmen.
Die Pleuromakrozystiden sind 30–60 µm lang und 6,5–10 µm breit und kommen auf den Lamellenflächen zerstreut vor. Sie sind schmal keulig bis spindelförmig, die Spitze ist oft perlschnurartig eingeschnürt oder trägt ein kleines Anhängselchen. Die Lamellenschneiden sind heterogen, neben den Basidien findet man zahlreiche 30–60 µm lange und 5–8,5 µm breite Cheilomakrozystiden. Diese sind keulig, gewunden bis spindelförmig und haben häufig eine aufgesetzte Spitze oder sind oben perlschnurartig eingeschnürt.
Die Huthaut (Pileipellis) ist eine Ixocutis, die aus parallel liegenden, 3–8 µm breiten und dicht verwobenen Hyphen besteht, die in eine bis zu 30 µm dicke Schleimschicht eingebettet sind. In das Hyphengeflecht sind einzelne Lactiferen eingestreut.

## Artabgrenzung
Der Flaumige Milchling hat mit dem Flaumigen Moor-Milchling einen nahe verwandten Doppelgänger. Dieser ist allerdings sehr selten und kommt nur in Mooren, meist inmitten von Torfmoospolstern vor. Er ist kleiner und schmächtiger und hat einen nur schwach behaarten Hutrand. Die Haare sind kaum länger als 2 mm und stehen auch weniger dicht. Die Milch des Flaumigen Moor-Milchlings verfärbt sich hellgelb.
Der etwa ebenso häufige Birken-Reizker kann an den gleichen Standorten vorkommen. Sein Hut hat aber deutlich rötlichere Töne und ist meist mehr oder weniger gezont.

## Ökologie
Der Flaumige Milchling ist ein Mykorrhizapilz, der mit Birken vergesellschaftet ist. Man findet ihn normalerweise auf trockeneren Böden. Häufig kommt er in Gärten, Parks oder an grasigen Straßen- oder Wegrändern vor. Man kann ihn aber auch an Moorrändern finden. Der Milchling bevorzugt neutrale bis kalkreiche Böden. Die Fruchtkörper erscheinen meist in Gruppen, Reihen oder Ringen zwischen August und Oktober. Nur selten findet man auch einzelne Exemplare.
Der Flaumige Milchling kann zusammen mit dem Verblassenden Täubling eine Doppelmykorrhiza ausbilden, das heißt, der Täubling und der Milchling bilden zusammen eine Mykorrhiza aus. Allerdings tragen der Milchling und die Birke als Wirt die Hauptlast in dieser „symbiotischen Dreiecksbeziehung“, während der Täubling wohl größtenteils auf dem Milchling parasitiert. Weitere Informationen finden sich hier.

## Verbreitung

Verbreitung des Flaumigen Milchlings in Europa. Grün eingefärbt sind Länder, in denen der Milchling nachgewiesen wurde. Grau dargestellt sind Länder ohne Quellen oder Länder außerhalb von Europa.

Die Art kommt in Nordamerika (USA), Grönland, Nordafrika (Marokko) und Europa vor. Es gibt auch Nachweise aus Australien und Neuseeland. In Europa ist der Milchling in ganz West-, Nord- und Nordosteuropa verbreitet. Nur aus Litauen gibt es keine Nachweise. In Süd- und Südosteuropa ist die Art wohl etwas seltener.
In Deutschland ist der Flaumige Milchling weit verbreitet und kommt von der dänischen Grenze und den Ostfriesischen Inseln bis in die Nordalpen hinein vor. Er ist dabei unterschiedlich dicht verbreitet, aber insgesamt doch recht häufig. In der Schweiz ist der Flaumige Milchling häufig.

## Systematik
Die Art wurde 1794 vom deutschen Botaniker Heinrich Adolf Schrader als Agaricus pubescens beschrieben. 1838 stellte Elias Magnus Fries die Art in die Gattung Lactarius und gab ihr damit ihren heutigen Namen. Der Flaumige Birken-Milchling wurde auch Lactarius controversus var. pubescens Gillet (1876) und als Lactarius torminosus subsp. pubescens Paul Konrad und André Maublanc (1935) bzw. als Varietät Lundell (1956) beschrieben. Da J. Blum das Taxon Lactarius pubescens für unzureichend beschrieben hielt, definierte er die Art als Lactarius albus neu. Dieser Name ist aber nach den taxonomischen Regeln ungültig, da dieser Name von Velenovský 1920 für eine andere Art verwendet wurde. Deshalb gab ihr Marcel Bon 1979 den Namen Lactarius blumii.

### Infragenerische Systematik
Die Art wird von Marcel Bon in die Sektion Tricholomoidei gestellt. Bei M. Basso und J. Heilmann-Clausen et al. steht er in der Sektion oder Untersektion Piperites. Die Vertreter dieser Sektion haben Hüte mit fransigem, zottigem oder wollenem Hutrand und stets weiße Milch. Bei einigen Arten kann die Milch an der Luft deutlich gilben. Nahe verwandte Arten sind der Birken- und der Fransen-Milchling.

## Bedeutung
Der Flaumige Milchling gilt in Mitteleuropa als leicht giftig, da er roh genossen wie viele scharf schmeckende Milchlinge Magenschmerzen, Durchfall und Erbrechen hervorruft. In Osteuropa wird er aber als Speisepilz geschätzt, nachdem man ihn durch eine entsprechende Vorbehandlung genießbar gemacht hat.